# Peter Berg
Peter Winkler Berg (ur. 11 marca 1964 w Nowym Jorku) – amerykański aktor, reżyser, scenarzysta i producent filmowy i telewizyjny, najlepiej znany jako doktor Billy Kronk z serialu CBS Szpital Dobrej Nadziei.

## Życiorys

### Wczesne lata
Urodził się w Nowym Jorku w rodzinie żydowskiej Laurence’a „Larry’ego” Berga (1929-2015), żołnierza United States Marine Corps, i Sally (z domu Winkler) Berg. Miał młodszą siostrę Mary. Jego kuzyn H.G. 'Buzz' Bissinger był pisarzem.
Był studentem Chappaqua School System. W 1980 ukończył The Taft School. W 1984 ukończył studia na wydziale teatralnym i historii w Macalester College w Saint Paul. Uczęszczał także do Guthrie Theater Drama School. Grał na scenie w przedstawieniach: Flibberty Gibbet i Świętoszek.

### Kariera
W 1985 przeprowadził się do Los Angeles, gdzie rozpoczął karierę filmową jako asystent producenta. Wystąpił także w serialu ABC Ohara (1988) z Patem Moritą, Fox 21 Jump Street (1988) z Johnnym Deppem i dramacie telewizyjnym CBS Quiet Victory: The Charlie Wedemeyer Story (1988) z Michaelem Nourim. Pierwsze kroki na dużym ekranie stawiał w dreszczowcu Cudowna mila (Miracle Mile, 1988) u boku Anthony’ego Edwardsa, komedii Ahoj dziewczyny (Going Overboard, 1989) z Adamem Sandlerem, Billym Bobem Thorntonem, Billym Zane’em i komediodramacie Balanga na autostradzie/Nigdy we wtorek (Never on Tuesday, 1989) z Andrew Lauerem. Wystąpił jako kierowca w teledysku Sheryl Crow „Leaving Las Vegas” (1994). W melodramacie kryminalnym Ostatnie uwiedzenie ( The Last Seduction, 1994) był manipulowany przez Lindę Fiorentino, a w dramacie kryminalnym Cop Land (1997) u boku Sylvestra Stallone’a, Roberta De Niro, Harveya Keitela i Raya Liotty zagrał postać skorumpowanego policjanta.
W 1997 roku wyreżyserował jeden z odcinków serialu CBS Szpital Dobrej Nadziei, gdzie przez trzy sezony (1995-99) występował jako lekarz Billy Kronk. Rok później wyreżyserował swój pierwszy film fabularny, czarną komedię Gorzej być nie może (Very Bad Things, 1998) z Cameron Diaz, Jonem Favreau i Christianem Slaterem. Ponownie znalazł się za kamerą komedii sensacyjnej Witajcie w dżungli (Welcome to the Jungle, 2003) z udziałem The Rocka, Seanna Williama Scotta i Christophera Walkena.
W 2004 zdobył uznanie za realistyczne przedstawienie codzienności w prowincjonalnym amerykańskim mieście, paradokumentalny styl narracji i filmowania oraz naturalny sposób gry aktorów w serialu NBC Friday Night Lights. Serial ten został też wielokrotnie nominowany do licznych nagród i zakwalifikowany na listę 10 najlepszych amerykańskich seriali według tygodnika „Time” w latach 2006 i 2007. W 2011 Kyle Chandler otrzymał nagrodę Emmy dla najlepszego aktora pierwszoplanowego, a Jason Katims za najlepszy scenariusz do serialu dramatycznego. W dramacie sensacyjnym Michaela Manna Zakładnik (2004) z Tomem Cruise’em pojawił się jako Richard Weidner, partner detektywa Fanninga (Mark Ruffalo).
Zrealizował także filmy: Królestwo (2007) z Jamiem Foxxem i Jennifer Garner, Hancock (2008) z Willem Smithem i Charlize Theron, Battleship: Bitwa o Ziemię (2012) z Taylorem Kitschem i Alexandrem Skarsgårdem oraz z Markiem Wahlbergem - Ocalony (2013) i Żywioł: Deepwater Horizon (2016).

## Życie prywatne
W latach 1993–2002 był mężem Elizabeth Rogers, w 1999 urodził się ich syn Emmett.

## Filmografia

### Aktor

#### Produkcje filmowe
- 1989: Zbrodnia ze snu jako Jonathan Parker
- 1993: Fire in the Sky jako David Whitlock
- 1996: Wielka biała pięść jako Terry Conklin
- 1996: Dziewczyna nr 6 jako Bob
- 1997: Cop Land jako Joseph „Joey” Randone
- 1998: Gorzej być nie może jako doktor
- 2001: Corky Romano jako Paulie Romano
- 2004: Zakładnik jako Richard Weidner
- 2006: As w rękawie jako Pete Deeks
- 2007: Ukryta strategia jako Lt. Col. Falco

#### Produkcje telewizyjne
- 1988: 21 Jump Street jako Jerome Sawyer
- 1995-1999: Szpital Dobrej Nadziei jako Billy Kronk
- 2002: Diabli nadali jako Lil’ Eddie
- 2002: Agentka o stu twarzach jako Noah Hicks
- 2007: Friday Night Lights jako Morris „Mo” MacArnold
- 2008: Ekipa jako on sam

### Reżyser
- 1998: Gorzej być nie może
- 2003: Witajcie w dżungli
- 2004: Światła stadionów
- 2007: Królestwo
- 2008: Hancock
- 2012: Battleship: Bitwa o Ziemię
- 2014: Ocalony
- 2016: Żywioł: Deepwater Horizon
- 2016: Patriots Day

### teledyski
| Rok  | Tytuł                  | Artysta            |
| ---- | ---------------------- | ------------------ |
| 2003 | "Addicted"             | Enrique Iglesias   |
| 2008 | "Keeps Gettin’ Better" | Christina Aguilera |
| 2012 | "One More Night"       | Maroon 5           |
| 2014 | "Maps"                 | Maroon 5           |